# Famille de Custine
Pour les articles homonymes, voir Custine.
La famille de Custine est une famille de la noblesse wallonne, ardennaise et lorraine, d'ancienne extraction, éteinte en 1870.

## Origine
La famille de Custine est une famille d'ancienne noblesse wallonne, ardennaise et lorraine. Elle prouve sa filiation depuis Jehan de Custine, vivant en 1414. Elle est issue d'un fief situé sur le territoire d'une commune wallonne, orthographiée Custinne, située plus au nord, à 22 km de Givet, 15 km de Dinant et 10 km de Rochefort. Le fief de Custine appartenait à l'ancien comté de Rochefort.
Un certain Pierre de Custine est né  en 1407 et est mort en 1432. C'est le fils de Jehan de Custine, seigneur de Custine et de Han. Pierre de Custine a épousé en 1429 Ermengarde de Lombut, et a pris possession du château de Lombut. Son petit-fils, Colard de Custine de Lombut, épouse en 1467 Marguerite de Villy, qui possède la seigneurie de Villy et celle d'Auflance. Les Custine s'installent au château d'Auflance,. Une des branches issues de cette famille a possédé en Lorraine le fief de Condé-sur-Moselle, près de Nancy (aujourd'hui en Meurthe-et-Moselle), qui fut rebaptisé Custine au XVIIIe siècle par le duc de Lorraine en l'honneur de son propriétaire. Elle a compté ultérieurement dans ses descendants un général de l'armée révolutionnaire, Adam Philippe de Custine, finalement guillotiné.

## Personnalités
- Christophe de Custine (1661-1755), marquis de Custine, gouverneur de Nancy marié le 16 octobre 1704 à Custines avec Antoinette de Nettancourt-Vaubécourt ;
- Marc Antoine de Custine (?-1757) colonel régiment de Hainault en 1738, du régiment de Custine en 1744, est nommé brigadier le 1er mai 1745, et maréchal de camp le 10 mai 1748. Il décède à la suite de ses blessures après la bataille de Rossbach en 1757.
- Adam Philippe de Custine (1740-1793), général français ;
- Armand Louis Philippe François de Custine (1768-1794), militaire et diplomate français, fils du précédent ;
- Astolphe de Custine (1790-1857), écrivain français, fils du précédent, qui a voyagé en Russie ;
- Delphine de Custine (1770-1826), salonnière, peintre et femme de lettres, mère du précédent ;
- Robert Nicolas Gaspard de Custine (1771-1809), colonel français de la Révolution et de l'Empire.

## Châteaux et demeures

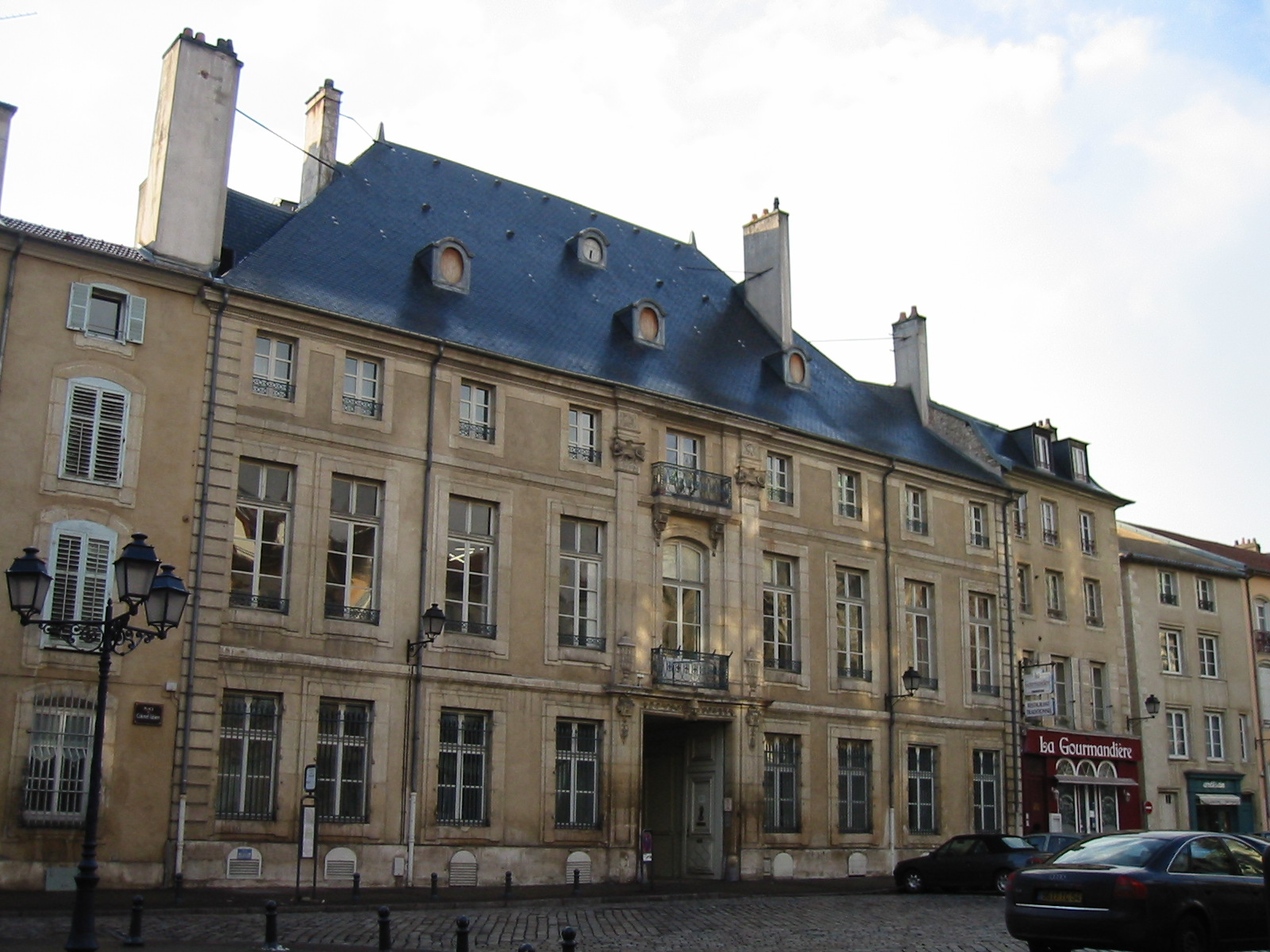
Hôtel de Custine-Ludre, Nancy, place du Colonel-Fabien.

La famille de Custine possédait le château de Condé-sur-Moselle, détruit au XVIIe siècle.
À Nancy, un rameau de la famille a possédé jusqu'à la Révolution l'hôtel de Custine, devenu hôtel de Custine-Ludre après le mariage en 1770 d'Auguste Louise de Custine avec Gabriel Florent François de Ludre.

## Titre
- marquis de Custine (juin 1719, par LP du duc de Lorraine) pour Christophe de Custine (- 1755)[4]
- titre éteint avec son fils Marc-Antoine de Custine (- 1757)

## Armoiries
Ecartelé : aux 1 et 4, d'argent à la bande coticée de sable ; aux 2 et 3, de sable semé de fleur de lys d'argent

## Pour approfondir